# Henryk Cichowski (inżynier)
Henryk Cichowski herbu  Wąż (ur. 16 sierpnia 1851 w Linowie, zm. 16 stycznia 1910 w Skórnicach) – syn Romana i Kazimiery (1828–1885) z Leszczyńskich. Wnuk Piotra Cichowskiego (1782–1848), rotmistrza Wielkiej Armii w latach 1812–1813.

## Życiorys
Urodził się w rodzinnym majątku Linów w Ziemi sandomierskiej. W 1868 r. ukończył, ze srebrnym medalem, Gimnazjum Realne w Warszawie i zdał egzamin (miejsce 4. na 240 kand.) do École Centrale Paris w Paryżu, gdzie w 1875 r. uzyskał dyplom inżyniera mechanika. W latach 1870–1871 przebywał na praktykach w zakładach metalurgicznych w Londynie. A w latach 1876–1877 w Zakładach H. Cegielskiego w Poznaniu.
Od 1879 jako naczelny inżynier przy budowie wielkich pieców Zakładów Starachowickich (obejmujących także walcownię w Brodach, Michałowie i Nietulisku). Jednocześnie w kierownictwie budowy linii kolejowej Skarżysko – Ostrowiec Św. W 1880 roku poślubił Marię Dobiecką z Łopuszna (1859–1884). W latach 1884–1888 dyrektor naczelny Zakładów metalurgicznych w Klimkiewiczowie (od 1924 włączony do Ostrowca Świętokrzyskiego).
W 1886 jako wdowiec, wziął w Krakowie w kościele ss. Wizytek ślub z panną Teresą z Łubieńskich (1862–1939), siostrą Bernarda i Rogera, prawnuczką Feliksa Łubieńskiego.
W 1888 r. zrezygnował z pracy w Zakładach w Klimkiewiczowie (wobec decyzji akcjonariuszy odmawiających przeznaczenia dywidendy na modernizację Zakładów) i pomimo świetnych propozycji prowadzenia zakładów metalurgicznych w głębi Rosji nabył majątek ziemski Skórnice (w powiecie koneckim ziemi kieleckiej). Podjął pozytywistyczne próby eksploatacji miejscowych pokładów rudy żelaznej i w tym celu rozbudował wielki piec w Skórnicach, w którym w 1892 roku wyprodukował 95080 pudów żelaza. W 1893 roku "Gazeta Kielecka" odnotowuje w Skórnicach zarówno wielki piec, jak i gisernię, a produkcję jako 34216 pudów żelaza. Pokaźny zbiór opracowań i rysunków technicznych z tego okresu uległ niemal całkowitemu zniszczeniu w czasie działań wojennych 1914/15. Pojedyncze egzemplarze zachowały się w zbiorach (dane z 1978 r.) w Muzeum Metalurgicznym (filia stołecznego Muzeum Techniki) w Sielpi Wielkiej. Jednocześnie aktywny społecznie, m.in. radca Towarzystwa Kredytowego Ziemskiego w Radomiu, sędzia pokoju na okoliczne gminy, wspiera rozbudowę kościoła parafialnego w Fałkowie).
W 1897 zrezygnował z rozwoju tamtejszego hutnictwa (wskutek nieopłacalności eksploatacji miejscowych rud żelaza) i powrócił do pracy zawodowej obejmując stanowisko jednego z dyrektorów Huty Bankowej w Dąbrowie Górniczej, największej hucie w Królestwie Kongresowym. Tam też zamieszkał z całą rodziną.
Od 1900 ponownie w Zakładach w Starachowicach, jako naczelny dyrektor. Niebawem wskutek postępującej choroby zrezygnował z pracy zawodowej i powrócił do Skórnic, gdzie zmarł 19 stycznia 1910 roku. Pochowany na cmentarzu parafialnym w sąsiednim Fałkowie, pozostawił po sobie dzieci: Marię, Kazimierza, Zofię, Irenę, Henryka, Zygmunta i Barbarę.